# Bafodeya benna
Bafodeya benna là một loài thực vật thuộc họ Chrysobalanaceae. Loài này có ở Guinea và Sierra Leone.